# Gracia-Orlová
La Gracia-Orlová es una carrera ciclista femenina checa que se disputa en la región de Moravia-Silesia acabando siempre en Orlová, a finales del mes de abril y/o principios de mayo.
Se creó en 1987 como amateur, convirtiéndose en una de las primeras carreras de ciclismo femenino, con el nombre de Družba Žen, aunque desde su primera edición participaron corredoras profesionales de primer nivel de hecho en su palmarés destacan las ciclistas más importantes del momento. A lo largo de su historia ha tenido otros nombres como el mencionado Družba Žen (1987-1989), Gracia-Tour (1990-1994) y Gracia ČEZ-EDĚ (1995-2001) hasta llegar al Gracia-Orlová actual desde el 2002. En 2004 comenzó a ser completamente profesional en la categoría 2.9.2 (última categoría del profesionalismo) renombrándose esa categoría en 2005 por la 2.2 manteniendo la carrera dicho estatus. 
Siempre ha tenido 5 etapas o 4 etapas más prólogo. Debido a la proximidad de la región de Moravia-Silesia a la frontera polaca en algunas ediciones las dos etapas centrales (en las que siempre hay una contrarreloj) se han disputado en Polonia siendo muchas de ellas una contrarreloj de 18 km en Kuźnia Raciborska (Voivodato de Silesia).	 	 

## Palmarés
| Año                          | Ganador                    | Segundo                 | Tercero                 |           |
| ---------------------------- | -------------------------- | ----------------------- | ----------------------- | --------- |
| ediciones amateur Družba Žen |                            |                         |                         |           |
| 1987                         | Angela Ranft               | Petra Rossner           | Kerstin Arndt           |           |
| 1988                         | Radka Kynclova             | Petra Rossner           | Angela Kindling         |           |
| 1989                         | Angela Ranft               | Ildiko Paczova          | Radka Kynclova          |           |
| Gracia Tour                  |                            |                         |                         |           |
| 1990                         | Radka Kynclova             | Eva Orvošová            | Jana Polokova           |           |
| 1991                         | Ildiko Paczova             | Eva Orvošová            | Alena Barillová         |           |
| 1992                         | Valentina Gerasimova       | Marina Prudnikova       | Elena Ogui              |           |
| 1993                         | Rasa Polikevičiūtė         | Alexandra Koliasseva    | Tamara Poliakova        |           |
| 1994                         | Gulnara Fatkúlina          | Svetlana Samojválova    | Olga Sokolowa           |           |
| Gracia ČEZ-EDĚ               |                            |                         |                         |           |
| 1995                         | Hanka Kupfernagel          | Judith Arndt            | Valentina Gerasimova    |           |
| 1996                         | Hanka Kupfernagel          | Lenka Ilavská           | Barbara Heeb            |           |
| 1997                         | Hanka Kupfernagel          | Barbara Heeb            | Zulfiya Zabirova        |           |
| 1998                         | Marcia Eicher              | Kathryn Watt            | Lenka Ilavská           |           |
| 1999                         | Hanka Kupfernagel          | Tetyana Styazhkina      | Ioulia Mourenkaia       |           |
| 2000                         | Hanka Kupfernagel          | Meike de Bruijn         | Monica Valvik           |           |
| 2001                         | Judith Arndt               | Nicole Brändli          | Lara Ruthven            |           |
| Gracia-Orlová                |                            |                         |                         |           |
| 2002                         | Amber Neben                | Hanka Kupfernagel       | Priska Doppmann         |           |
| 2003                         | Nicole Brändli             | Judith Arndt            | Lada Kozlíková          |           |
| ediciones profesionales      |                            |                         |                         |           |
| 2004                         | Nicole Brändli             | Annette Beutler         | Karin Thürig            |           |
| 2005                         | Judith Arndt               | Susanne Ljungskog       | Madeleine Sandig        |           |
| 2006                         | Judith Arndt               | Amber Neben             | Nicole Brändli          |           |
| 2007                         | Judith Arndt               | Alexandra Burtschenkowa | Andrea Bosman           |           |
| 2008                         | Marianne Vos               | Luise Keller            | Alexandra Burtschenkowa |           |
| 2009                         | Trixi Worrack              | Fabiana Luperini        | Marianne Vos            |           |
| 2010                         | Marianne Vos               | Annemiek van Vleuten    | Nicole Cooke            |           |
| 2011                         | Tatiana Antóshina          | Natalja Bojarskaja      | Swetlana Bubnenkowa     |           |
| 2012                         | Evelyn Stevens             | Trixi Worrack           | Sharon Laws             |           |
| 2013                         | Ellen van Dijk             | Evelyn Stevens          | Emma Pooley             |           |
| 2014                         | Paulina Brzeźna-Bentkowska | Katrin Garfoot          | Eugenia Bujak           |           |
| 2015                         | Alena Amialiusik           | Trixi Worrack           | Eugenia Bujak           |           |
| 2016                         | Olena Pavlukhina           | Shara Gillow            | Alena Amialiusik        |           |
| 2017                         | Riejanne Markus            | Anouska Helena Koster   | Moniek Tenniglo         |           |
| 2018                         | Emilia Fahlin              | Olga Zabelínskaya       | Mariya Novolódskaya     |           |
| 2019                         | Marta Bastianelli          | Julie Van de Velde      | Mariya Novolódskaya     |           |
| 2020                         | cancelada                  | cancelada               | cancelada               | cancelada |
| 2021                         | cancelada                  | cancelada               | cancelada               | cancelada |
| 2022                         | Agnieszka Skalniak         | Jenny Rissveds          | Christina Schweinberger |           |
| 2023                         | Jenny Rissveds             | Dominika Włodarczyk     | Emilia Fahlin           |           |
| 2024                         | Corinna Lechner            | Mirre Knaven            | Urška Žigart            |           |
| 2025                         | Alison Jackson             | Jasmin Liechti          | Karolina Kumięga        |           |

## Palmarés por países
| País                                     | Victorias |
| ---------------------------------------- | --------- |
| República Democrática Alemana + Alemania | 13        |
| Países Bajos                             | 4         |
| Checoslovaquia                           | 3         |
| Suiza                                    | 3         |
| Rusia                                    | 3         |
| Estados Unidos                           | 2         |
| Polonia                                  | 2         |
| Suecia                                   | 2         |
| Lituania                                 | 1         |
| Bielorrusia                              | 1         |
| Azerbaiyán                               | 1         |
| Italia                                   | 1         |
| Canadá                                   | 1         |